# 山丹
山丹（学名：Lilium pumilum）又名山丹百合、细叶百合、山丹丹、珊瑚百合、野百合、萨日朗花、卷莲花、灯伞花、散莲伞、松叶百合、线叶百合、細葉小鬼百合、紅百合、絲葉百合、絲百合，是百合科百合属多年生草本植物，分布於中国大陆的陕西、甘肃、宁夏、青海、山西、山东、河北、河南、辽宁、吉林、黑龙江、内蒙古以及朝鲜半岛、蒙古、西伯利亚中部和东部等地，多生於山坡草地、林缘，生长在海拔400米至2,600米的地区，由於其花朵美丽娇艳，花色火红，是极好的园艺观赏花卉和切花材料，适於布置花坛和花境。

## 象征
陕北地区的山丹丹狭义上指的是渥丹一种，花期为6月上旬到9月中旬，通常将渥丹与山丹统称为山丹丹，其中山丹是百合属中分布最广、纬度最高的花卉，耐寒性很强，由於其生命力顽强，花色火红，是陕北地区的代表性花卉，在陕北地区常被视为中国红色革命的象征，陕北民歌《山丹丹开花红艳艳》就是以此为主题而创作的。但是，由於人们放牧过度，对陕北地区的环境造成了严重的破坏，从前漫山遍野的山丹在当地已极为稀少。21世纪初陕西当地已进行再引回计划，目前已取得一定成功。
此花別名「薩日朗」來自蒙古語 сараана (saraana)。蒙古族歌手烏蘭托婭的著名歌曲《火紅的薩日朗》，描述的就是此花，歌曲中刻劃了此花熱情奔放的美麗形象。在流行文化中，由於此歌曲的廣泛傳唱，「薩日朗」成為了民族風音樂及草原文化的重要符號。

## 特征

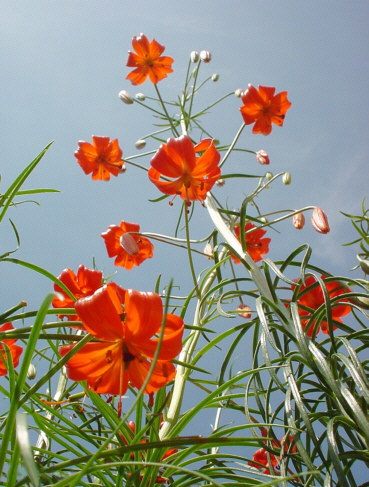
花丛

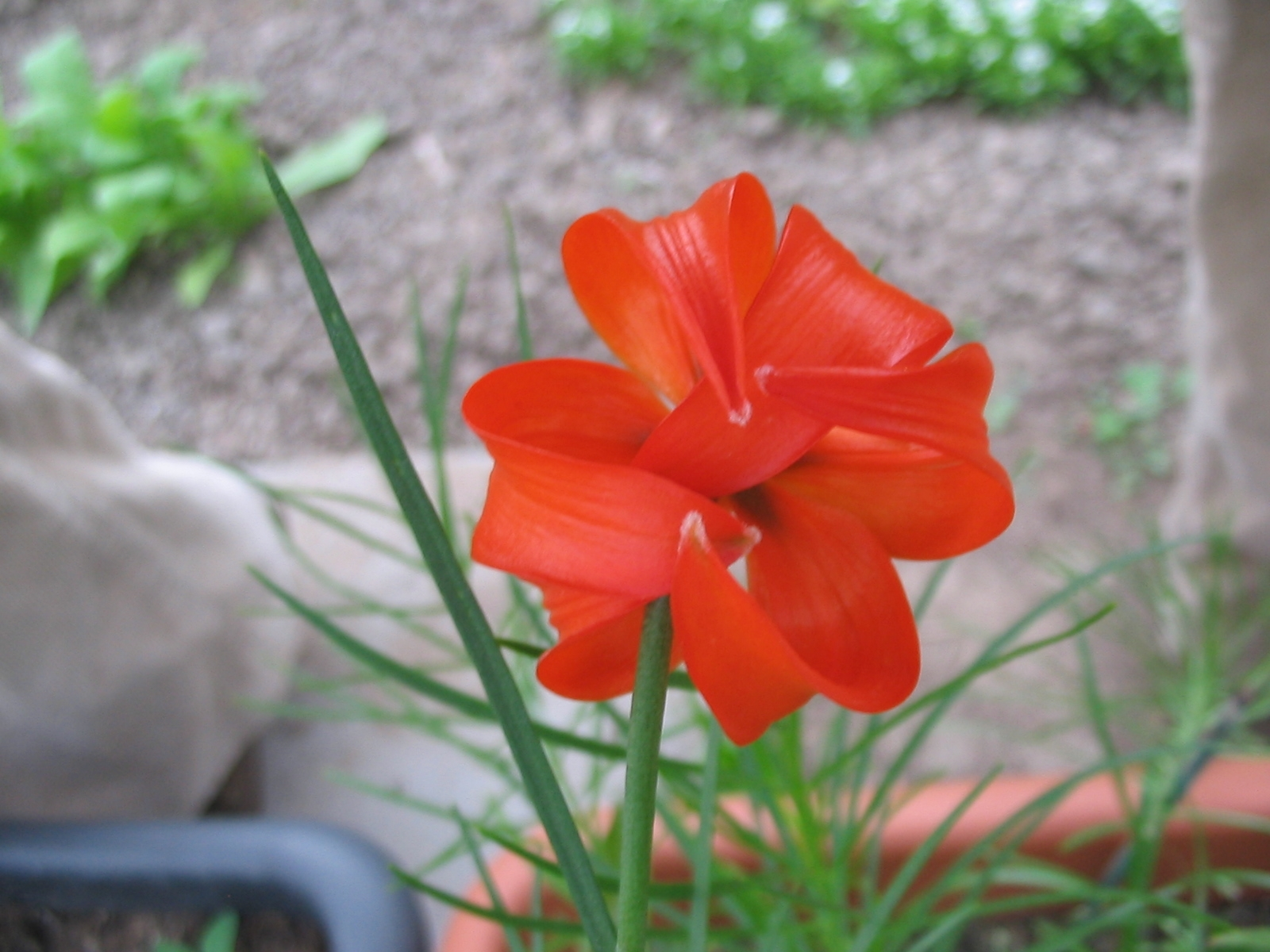
山丹背面

株高15－60厘米，鳞茎卵形或圆锥形，长2.5－4厘米，直径1.5－3.5厘米，具薄膜，鳞瓣白色，椭圆形或长卵形，长2－3.5厘米，宽0.7－1.5厘米。细茎圆柱形，绿色，有时带有紫条纹，生有50－80片叶，纤细狭线形，长3－14厘米，宽1－3毫米，互生，无柄，无毛，先端尖锐，基部渐细，主脉1条，叶分散分布，茎中部较密集，茎顶稀疏而叶渐小。花两性，鲜红或橘红色，下垂，单生於茎顶，或在茎上部叶腋处生长，一至数朵，总状花序，一般由蜜蜂授粉；花梗粗，长约6厘米；花被片反卷，6片，长3－4.5厘米，宽5－7毫米，基部稍窄，先端较尖，无斑或少斑点，上有蜜腺，蜜腺两侧具乳突；雄蕊伸出，6枚，花丝1.2－2.5厘米，无毛，花药长椭圆形，金黄色，内含暗红色花粉，花粉椭球形，为单萌发沟，长达两端；雌蕊1枚，子房长圆柱形，长约8－10毫米，先端较平，花柱细长，比子房长1.5－2倍，约1－2厘米长，先端膨大，柱头3浅裂。蒴果矩圆形，有钝棱，顶端较平，长2－3厘米，宽1.2－1.8厘米。花期6－8月，果期8－10月。染色体数2n=24。
山丹耐寒性相当强，因此被USDA列入耐寒性第5类。山丹的种加词意为“矮小的”，因为其植株高度较其他百合矮小。有说法称山丹每年只会多开一朵花，因此可以根据当年开放的花朵数目判断山丹的年龄。
| 各种颜色的山丹 | 各种颜色的山丹 | 各种颜色的山丹 | 各种颜色的山丹 |
| -------------- | -------------- | -------------- | -------------- |
|                |                |                |                |
| 鲜红色山丹     | 橘红色山丹     | 金黄色山丹     |                |

### 易混花卉
在陕北地区，广义的山丹丹花上包括山丹和同属於卷瓣的渥丹（Lilium concolor）和卷丹（Lilium lancifolium）。这三种花的区别是：山丹的花被完全反卷，无异色斑点；卷丹与山丹形态相似，但花被片上密布有黑色小斑点，而且多数是橙色；渥丹的花被大多不反卷，且为纯色，但少数有深色斑点。

## 用途

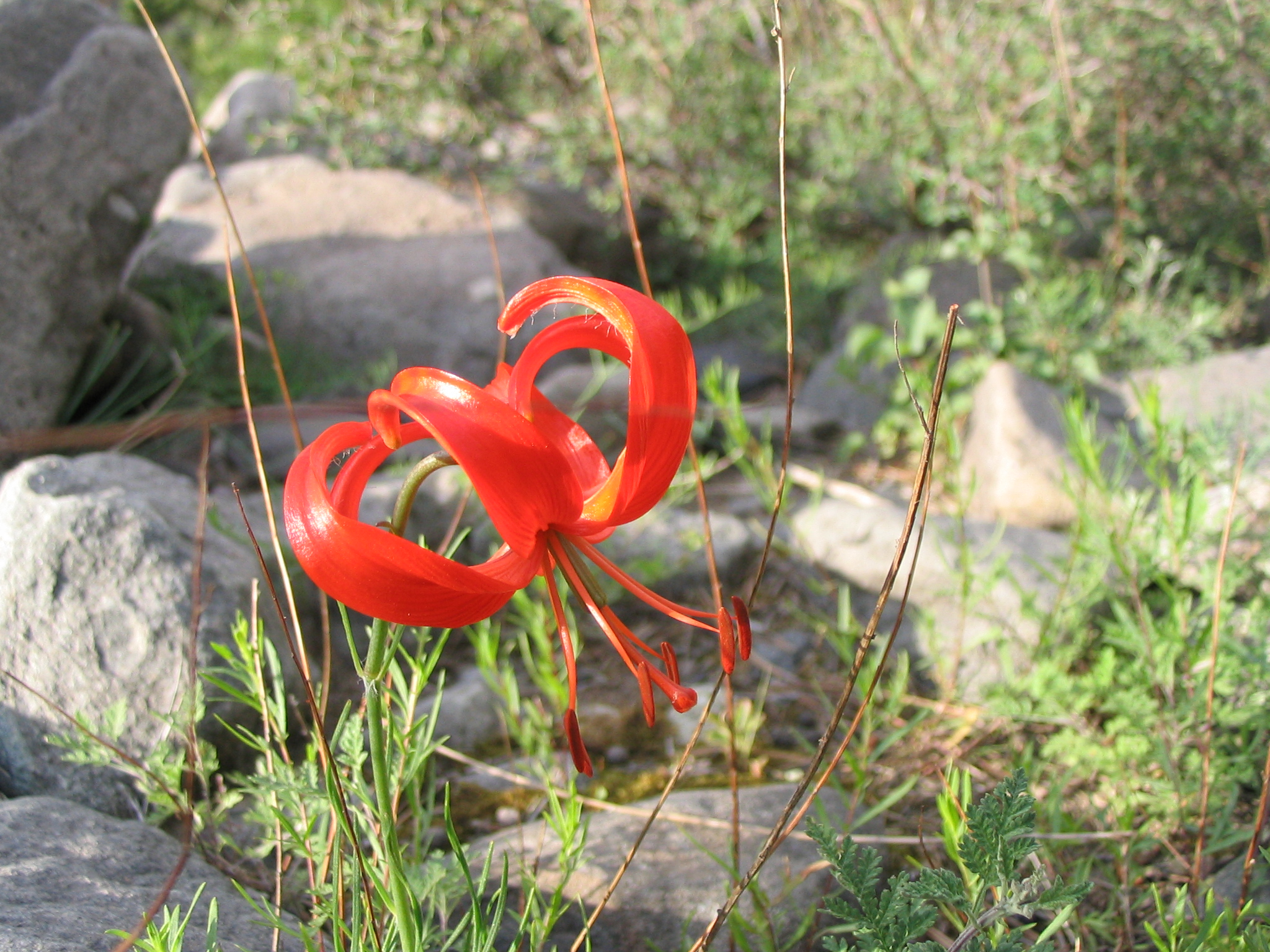
贺兰山山谷中盛开的山丹丹

山丹鳞茎富含淀粉、蛋白质、无机盐和维生素等营养物质，可药用，有平喘、止咳、祛痰、镇静和滋补的功效，可治疗发热症後期的咳嗽、咯血、失眠和烦躁等症状；也可作为蔬菜食用，煮食、炒食或腌渍等烹饪方法均可，清甜爽口。山丹的鳞茎、花药和种子均可入药，在2000多年前就被中医使用，《本草纲目》中对此植物也有详尽的记载。《中国药典》载药用百合包括卷丹、百合（Lilium brownii  var. viridulum）和山丹，有抗疲劳和提高低氧耐受力的功效，已用小白鼠进行动物实验，其中山丹效果最好。药用部位为干燥鳞茎片，性味甘、寒，归心、肺经，有养阴润肺、清心安神的功效，主治阴虚久咳、痰中带血、虚烦惊悸、失眠多梦、精神恍惚，一次6－12克，用蜜炙法炒至不粘手，每100克山丹用5克炼蜜。茎叶有消炎止痛作用，可外敷。

## 栽培
山丹易於栽培管理，喜沙质或肥沃的湿润微酸或中性、排水良好的土壤，但仍可生长在大多数类型的土壤中，多生於阴坡疏林下，气温较低，空气湿度大，无直射强光的环境中，但仍需充足光照和适宜湿度，否则不能良好生长，而土壤的排水性能是影响山丹生长的关键，因此最好栽培在地势高的地方。

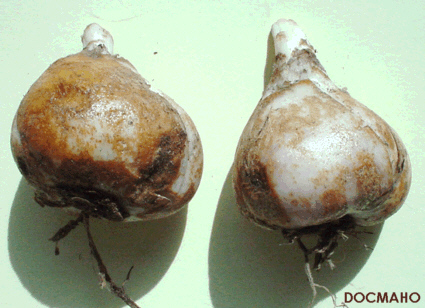
鳞茎

山丹可以有性或无性方式繁殖，其中常用无性繁殖，而最常用且繁殖系数最高的是鳞片扦插法，其他方法包括茎叶扦插和植物組織培養。可於春末或中秋栽种鳞茎，上覆土10－12厘米，大鳞茎行距和株距为35×15厘米，小鳞茎则要稍密集栽培。早春时要防止兔子和蛞蝓等动物侵害，因为如果嫩芽全被啃食，当年鳞茎会失去活性，不能继续生长。
播种繁殖则需在冬末至早春时将种子稀疏的埋入土中并放进冷床，2－4周後发芽，移栽时要极为注意，不能伤害幼苗，不过很多人并不移植，而是使其在盆中生长，直到第二年枯萎。山丹生长时应定期施肥。鳞茎休眠时可切分，每盆中埋入2－3块，培养至少一年後在鳞茎休眠时定植，这需要在秋季落叶後进行，并立即移植，而在初秋时就可以剥下鳞茎上的鳞片，这些鳞片上长有小鳞茎。如将鳞茎保存在温暖的泥炭内，可生长出球芽。这些球芽可在温室内培育，生长到足够大小时即可种植。
山丹的抗病、抗热、抗寒性及耐盐碱能力强，病害有软腐病、立枯病和病毒病，虫害包括蚜虫和金龟子幼虫。

## 延伸阅读
[在维基数据编辑]
 《欽定古今圖書集成·博物彙編·草木典·山丹部》，出自陈梦雷《古今圖書集成》
 《植物名實圖考·山丹》，出自吳其濬《植物名實圖考》